# 2014 FE72
2014 FE72是一個位於離散盤內的海王星外天體，其軌道深入內奥尔特云。該天體由斯科特·谢泼德與乍德·特魯希略發現，並於2016年8月29日公開。

## 軌道
2014 FE72的軌道是軌道離心率高達0.98的橢圓軌道，因此近日點約36.3天文單位，遠日點達到約3800天文單位，軌道周期約86000年。它的遠日點與軌道週期分別為另一顆海王星外天體賽德娜的4和8倍，是已知太陽系內長週期彗星以外天體中軌道週期最长者。然而，該天體已知的觀測弧很短，並且軌道離心率極高，因此前述軌道數值並非準確估計值。
2014 FE72上次通過近日點是1965年，2016年8月29日宣布時距離太陽約61.4天文單位。